# Jorge
George Papagheorghe (n. 22 iunie 1982, în Constanța) a.k.a. Jorge este un cântăreț român, dansator și prezentator de televiziune. A fost prezentator al showului România dansează, difuzat din 17 martie 2013 pe Antena 1.

## Carieră
Jorge s-a făcut remarcat în anul 2003 în urma emisiunii concurs Popstars, difuzată de Pro TV, la vremea respectivă, în anul 2002, fiind membru al trupei Cocktail, alături de Mihai Dăscălescu, Sandrina Agape, Raluca Coman, și Teodora Vasu ,moment în care a și debutat. Trupa s-a destrămat la finele anului 2005.
Acesta a participat și la Dansez pentru tine în sezonul 10, nereușind însă să ajungă în finală.

## Copilăria și primele activități muzicale (1982 — 2002)
George Papagheorghe s-a născut în Constanța, la Marea Neagră, pe 22 iunie 1982, prinzând gustul muzicii de la tatăl său, care cântă la nunți din Macedonia în perioada copilăriei sale.
La început a cântat la pian, fiind primul din clasă care cânta muzică de operă, la numai 11 ani, în 1993.
A absolvit Academia de Studii Economice, din București secția managementul afacerilor.

## Debutul profesional , «Popstars» și înființarea trupeiCocktail(2002 — 2005)
Jorge participă la emisiunea Popstars în 2002, ca membru al trupei Cocktail, formată după un casting organizat de Media Pro Music, iar la 20 de ani, câștigă împreună cu trupa sa concursul cu piesa "Până-n zori", cu un total de 212 puncte necesare, single ulterior lansat de casa de discuri Media Pro Music.
În urma acestei emisiuni TV, aceștia lansează primul lor album, Cocktail, ce va cuprinde piese precum Ei și ce, Lumea-i a mea, Prietenii etc, producătorii albumului fiind Bogdan Popoiag, Dan Griober, și Marius Moga. Cocktail se destramă datorită eșecului finaciar și faptul că un nou val de trupe au asaltat România,în 2005, iar în urma evenimentului Jorge, devine timp de 6 luni, prezentator al emisiunii “Fete de gașcă“, show găzduit de Euforia TV.

## Cariera de prezentator și primele succese în muzică (2007 — prezent)
Anii 2007 și 2008 sunt pentru Jorge un imbold în carieră, fiindcă participă inițial alături de Aurelian Temișan și Maria Buză, doi cântăreți foarte cunoscuți, în „Micul Paris”(2007), și “3007-Terra Maimuțelor ”, spectacol desfășurat la Circul Globus.
În același an, cântă altături de maestrul George Nicolescu, un cântăreț orb român, melodia "Îndrăgostit",. 2010 este pentru vedetă, o nouă provocare, fiindcă primește o ofertă atractivă de la Antena 1, ce îl dorește în postura de prezentator alături de Alina Crișan, fostă componentă a trupei A.S.I.A, emisiunea numindu-se „Cântă dacă poți!”, ce urmărește lupta dintre 8 concurenți, în grupe de câte doi, pe parcursul a patru runde, jurați fiind Tavi Colen, membru al formației Talisman, Crina Matei, actriță, și comediantul Jean Paler.
Anul 2009, mai precis luna aprilie, este ocazia lui Jorge, de a îmbrățișa o carieră în operă, după parteneriatul dintre Opera de Stat din Budapesta, și Teatrul Național de Operetă „Ion Dacian” din București, în cadrul căreia se va pune în scenă, unul dintre cele mai iubite musicaluri ale tuturor timpurilor, Romeo și Julieta, Jorge fiind Romeo, iar Simona Nae, o altă cântăreață foarte iubită fiind Julieta. A reușit să pătrundă în lumea Disney, fiind în 2013, pentru filmul Regatul de gheață, uzurpatorul prinț Hans, iar în 2010, charismaticul Flynn Rider, în O poveste încâlcită.
A participat la Te cunosc de undeva! în primul sezon, fiind și câștigătorul celui de-al doilea sezon,  iar din 2013, prezintă showul de dans, difuzat pe Antena 1, România dansează.
În 2014 lansează piesa „Nu ne potrivim”, cu influențe pop-dance, care încearcă să spună povestea celor păcăliți în dragoste, care își pun întreaga încredere în persoana iubită, fiind înșelați și păcăliți. Cu toate acestea Jorge îi îndeamnă pe spectatori să "nu o dea în tragic" și să își revină , viața trebuind să își reia cursul firesc. 
În 2017 prezintă emisiunea Super Potriveala de la Kanal D.

## Discografie

### Discuri single
Albume de studio
| An   | Album    | Poziția în clasamente | Informații adiacente                                |
| An   | Album    | [ 11 ]                | Informații adiacente                                |
| ---- | -------- | --------------------- | --------------------------------------------------- |
| 2003 | Cocktail | 2                     | Compus de – Andrei Maria (piese: 1, 5), Marius Moga |

Singles
| An   | Melodie                             | Clasamente | Informații adiacente | Album                              |
| ---- | ----------------------------------- | ---------- | -------------------- | ---------------------------------- |
| 2008 | "Îndrăgostit"                       | 28         |                      | feat George Nicolescu Niciun album |
| 2013 | "Geamantan" (& Pavel Stratan)       | 14         |                      |                                    |
| 2014 | "Nu ne potrivim deloc" (& CRBL)     |            |                      |                                    |
| 2016 | ”Detector de minciuni” (feat. Amna) |            |                      |                                    |

## Filmografie
| An   | Titlu               | Rol                             | Note             |
| ---- | ------------------- | ------------------------------- | ---------------- |
| 2010 | O poveste încâlcită | Flynn Rider (voce, vers.română) | Film de animație |
| 2013 | Regatul de gheață   | Prince Hans (voce, vers.română) | Film de animație |